# جين هال
جين هال (بالإنجليزية: Gene Hall)‏ هو عازف جاز أمريكي، ولد في 12 يونيو 1913، وتوفي في 4 مارس 1993.